# Děrná
Děrná (historyczna nazwa niem. Löchlberg) – szczyt o wysokości 1102 m n.p.m. (podawana jest też wysokość 1101,6 m n.p.m. , 1101 m n.p.m. , 1099,2 m n.p.m. lub 1099 m n.p.m. ) w paśmie górskim Wysokiego Jesionika (cz. Hrubý Jeseník), w północno-wschodnich Czechach, w Sudetach Wschodnich, na Śląsku, w obrębie gminy Bělá pod Pradědem, oddalony o około 7,6 km na północny wschód od szczytu góry Pradziad (cz. Praděd). Rozległość szczytu wraz ze stokami (powierzchnia stoków) szacowana jest na około 3,1 km², a średnie nachylenie wszystkich stoków wynosi około 8°.

## Charakterystyka
Děrná (podobnie jak np. Velký Děd) z uwagi na nieprzekraczającą minimalną wysokość pomiędzy szczytem i najniższym punktem przełęczy (minimalna deniwelacja względna) w kierunku szczytu Jelení loučky (min. 5 m) nie jest przez niektórych autorów zaliczona jako odrębna góra. Traktowana raczej jako wydłużenie stoku góry Jelení loučky.

### Lokalizacja
Szczyt Děrná położony jest w północnym rejonie całego pasma Wysokiego Jesionika, leżący w części Wysokiego Jesionika, w północno-zachodnim obszarze (mikroregionu) o nazwie Masyw Orlíka (cz. Medvědská hornatina) na ramieniu bocznym grzbietu góry Jelení loučky, ciągnącego się od góry Jelení kameny do góry Kamenec (3), w ciągu szczytów (Jelení kameny → Karliny kameny → Černý vrch → Jelení loučky → Děrná → Děrná–S → Malé Bradlo → Kamenec (3)). Dostrzeżenie jego z najbliższej okolicy jest kłopotliwe z uwagi na zalesienie. Charakterystyczną cechą szczytu Děrná jest prawie płaska połać szczytowa o długości niemalże 700 m ciągnąca się na kierunku północ – południe. Jest szczytem słabo rozpoznawalnym m.in. z drogi okalającej połać szczytową góry Pradziad (szczyt ledwie widoczny na lewo powyżej linii patrzenia w kierunku góry Osikový vrch), a z innego charakterystycznego punktu widokowego – z drogi okalającej szczyt góry Dlouhé stráně niewidoczny, bo przysłonięty górą Velký Jezerník. 
Szczyt wraz ze stokami ograniczają: od północy przełęcz U ztraceného o wysokości 1001 m n.p.m. w kierunku szczytu Malé Bradlo i dolina krótkiego nienazwanego potoku, będącego dopływem potoku Hraniční potok, od północnego wschodu dolina potoku Hraniční potok, od wschodu przełęcz Orlík o wysokości 1098 m n.p.m. w kierunku szczytu Jelení loučky, od południowego wschodu dolina nienazwanego potoku, będącego dopływem potoku Skalní potok, od południa dolina potoku Skalní potok, od południowego zachodu przełęcz o wysokości 1056 m n.p.m. w kierunku szczytu Ztracený vrch oraz od zachodu dolina potoku Borový potok. W otoczeniu szczytu Děrná znajdują się następujące szczyty: od północy Malé Bradlo, od północnego wschodu Ostruha i Ostruha–JV, od południowego wschodu Jelení loučky, Zlatá stráň i Mrazový vrch, od południa Osikový vrch, od południowego zachodu Lysý vrch, Lysý vrch–J i Ztracený vrch oraz od północnego zachodu Zaječí hora.     

### Szczyt główny

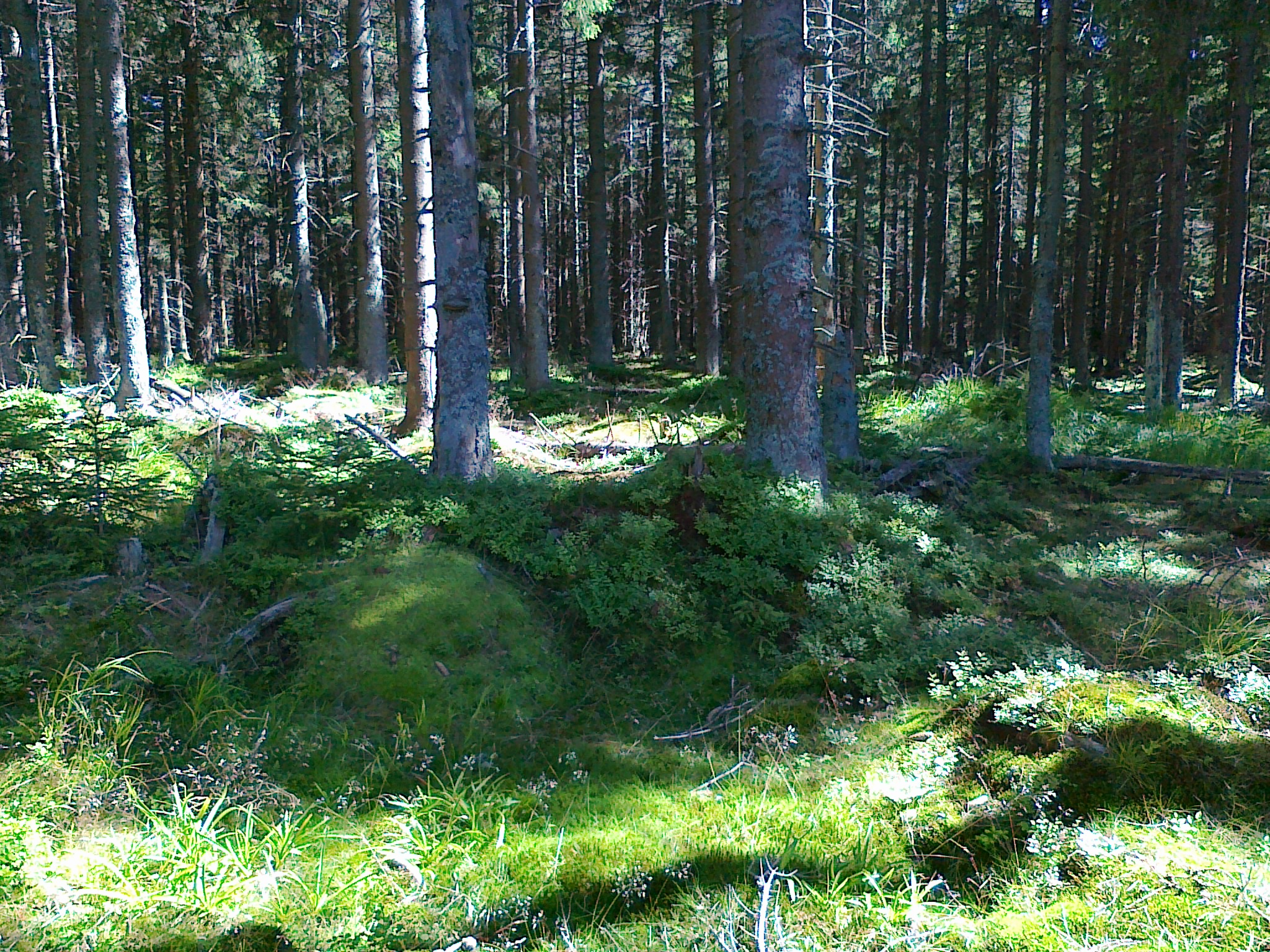
Widok na szczyt Děrná (2023 rok)

Bezpośrednio na sam szczyt główny nie prowadzi żaden szlak turystyczny. Szczyt położony jest na niewielkiej wyniosłości ziemnej, który znajduje się wśród zalesienia boru świerkowego przy polanie, pokryty trawą wysokogórską i mchem. Na połaci szczytowej (2023 rok) widoczne są powalone suche pnie oraz chrust po wycince drzewostanu. Połać szczytowa jest bardzo ograniczonym punktem widokowym. Na połaci szczytowej nie ma punktu geodezyjnego . Państwowy urząd geodezyjny o nazwie (cz. Český úřad zeměměřický a katastrální (CÚZK)) w Pradze podaje jako najwyższy punkt – szczyt – o wysokości 1101,6 m n.p.m. i współrzędnych geograficznych (50°09′00,0″N 17°15′11,3″E/50,150000 17,253139). 
Dojście do szczytu jest trudne, następuje z zielonego szlaku rowerowego . Idąc ze skrzyżowania turystycznego Spálená w kierunku skrzyżowania turystycznego Spojená cesta, należy przejść odcinek o długości około 1220 m, a następnie należy skręcić w lewo na stokową, nieoznakowaną ścieżkę i po przejściu orientacyjnie odcinka o długości około 290 m dojdziemy do szczytu. 

### Szczyt drugorzędny
Děrná poza szczytem głównym ma również szczyt drugorzędny oznaczony jako Jelení palouk lub Děrná–S o wysokości 1100,2 m n.p.m. i współrzędnych geograficznych (50°09′10,7″N 17°15′07,7″E/50,152972 17,252139), położony w odległości około 340 m na północ od szczytu głównego, oddzielony od niego mało wybitną przełęczą o wysokości 1099 m n.p.m.. Znajduje on się wśród gęstego zalesienia boru świerkowego i z tego powodu nie jest on punktem widokowym. Na połaci szczytowej w odległości około 43 m na północny zachód od szczytu drugorzędnego Děrná–S znajduje się punkt geodezyjny, oznaczony na mapach geodezyjnych numerem (36.), o wysokości 1099,19 m n.p.m. oraz współrzędnych geograficznych (50°09′11,11″N 17°15′05,67″E/50,153086 17,251575).    

### Stoki

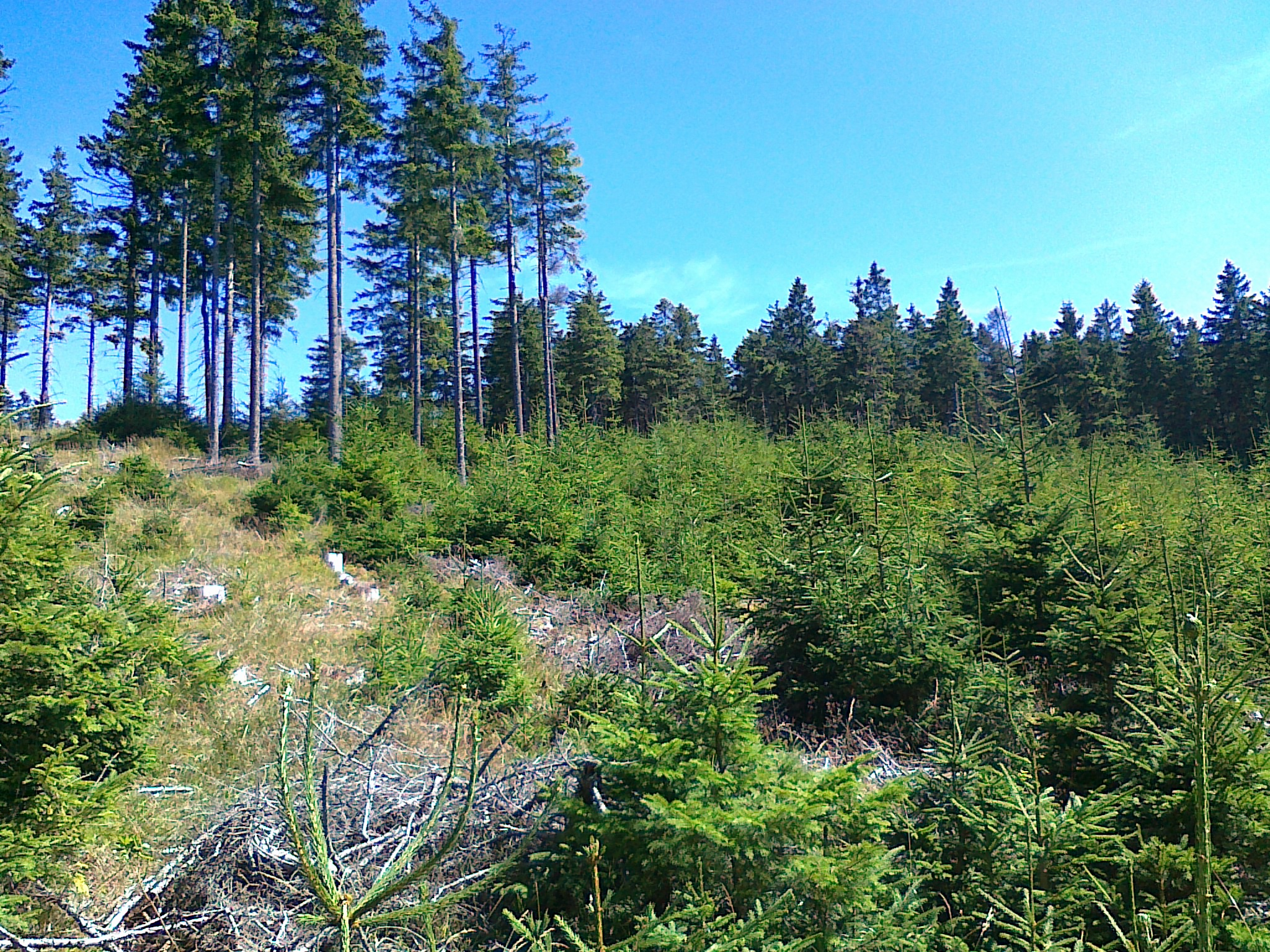
Górna część stoku zachodniego Děrná (2023 rok)

W obrębie szczytu można wyróżnić cztery następujące zasadnicze stoki:
- północno-wschodni o nazwie Uhelniště
- południowy o nazwie Domašovka
- zachodni
- północny

Występują tu wszystkie typy zalesienia: bór świerkowy, las mieszany oraz las liściasty, przy czym dominuje zdecydowanie zalesienie gęstym borem świerkowym. Blisko podnóży stoków północno-wschodniego i zachodniego wraz z obniżaniem wysokości pojawiają się poza borem świerkowym obszary lasu liściastego i lasu mieszanego. Na wszystkich stokach występują polany i przecinki. Na stokach brak jest większych pojedynczych skalisk czy grup skalnych.
Stoki mają stosunkowo jednolite, na ogół łagodne i zróżnicowane nachylenia. Średnie nachylenie stoków waha się bowiem od 5° (stok północny) do 19° (stok zachodni). Średnie nachylenie wszystkich stoków (średnia ważona nachyleń stoków) wynosi około 8°. Maksymalne średnie nachylenie stoku północno-wschodniego, blisko płynącego potoku Hraniční potok, na wysokościach około 900 m n.p.m., na odcinku 50 m nie przekracza 35°. Stoki pokryte są siecią dróg (m.in. o nazwach Černohorská cesta, Skalní cesta czy Spojená cesta) oraz na ogół nieoznakowanych ścieżek i duktów. Przemierzając je zaleca się korzystanie ze szczegółowych map, z uwagi na zawiłości ich przebiegu, zalesienie oraz zorientowanie w terenie.

### Geologia
Pod względem geologicznym Děrná ze stokami należy do jednostki określanej jako kopuła Desny i zbudowana jest ze skał metamorficznych, głównie blasto-mylonitów oraz skał osadowych, głównie meta-zlepieńców.

### Wody
Grzbiet główny (grzebień) góry Pradziad, biegnący od przełęczy Skřítek do przełęczy Červenohorské sedlo oraz dalej do przełęczy Ramzovskiej (cz. Ramzovské sedlo) jest częścią granicy Wielkiego Europejskiego Działu Wodnego, dzielącej zlewiska Morza Bałtyckiego i Morza Czarnego . 
Szczyt wraz ze stokami położony jest na północny wschód od tej granicy, należy więc do zlewni Morza Bałtyckiego, do którego płyną wody m.in. z dorzecza rzeki Odry, będącej przedłużeniem płynących z tej części Wysokiego Jesionika górskich potoków (m.in. płynących w pobliżu potoków Hraniční potok, Borový potok czy Skalní potok). Ze stoku północno-wschodniego bierze swój początek krótki nienazwany potok, będący dopływem potoku Hraniční potok, a na stoku zachodnim występują dwa inne potoki, będące dopływami potoku Borový potok. Na stoku północno-wschodnim, w odległości około 350 m na północny wschód od szczytu, na wysokości około 1075 m n.p.m. znajduje się źródło o nazwie (cz. Jelení palouk). W obrębie szczytu i stoków nie występują m.in. wodospady czy kaskady.

## Ochrona przyrody
Szczyt wraz ze stokami znajduje się w obrębie wydzielonego obszaru objętego ochroną o nazwie Obszar Chronionego Krajobrazu Jesioniki (cz. Chráněná krajinná oblast (CHKO) Jeseníky), a utworzonego w celu ochrony utworów skalnych, ziemnych i roślinnych oraz rzadkich gatunków zwierząt. Na stokach nie utworzono żadnych rezerwatów przyrody lub innych obiektów nazwanych pomnikami przyrody oraz nie wytyczono żadnych ścieżek dydaktycznych.

## Turystyka

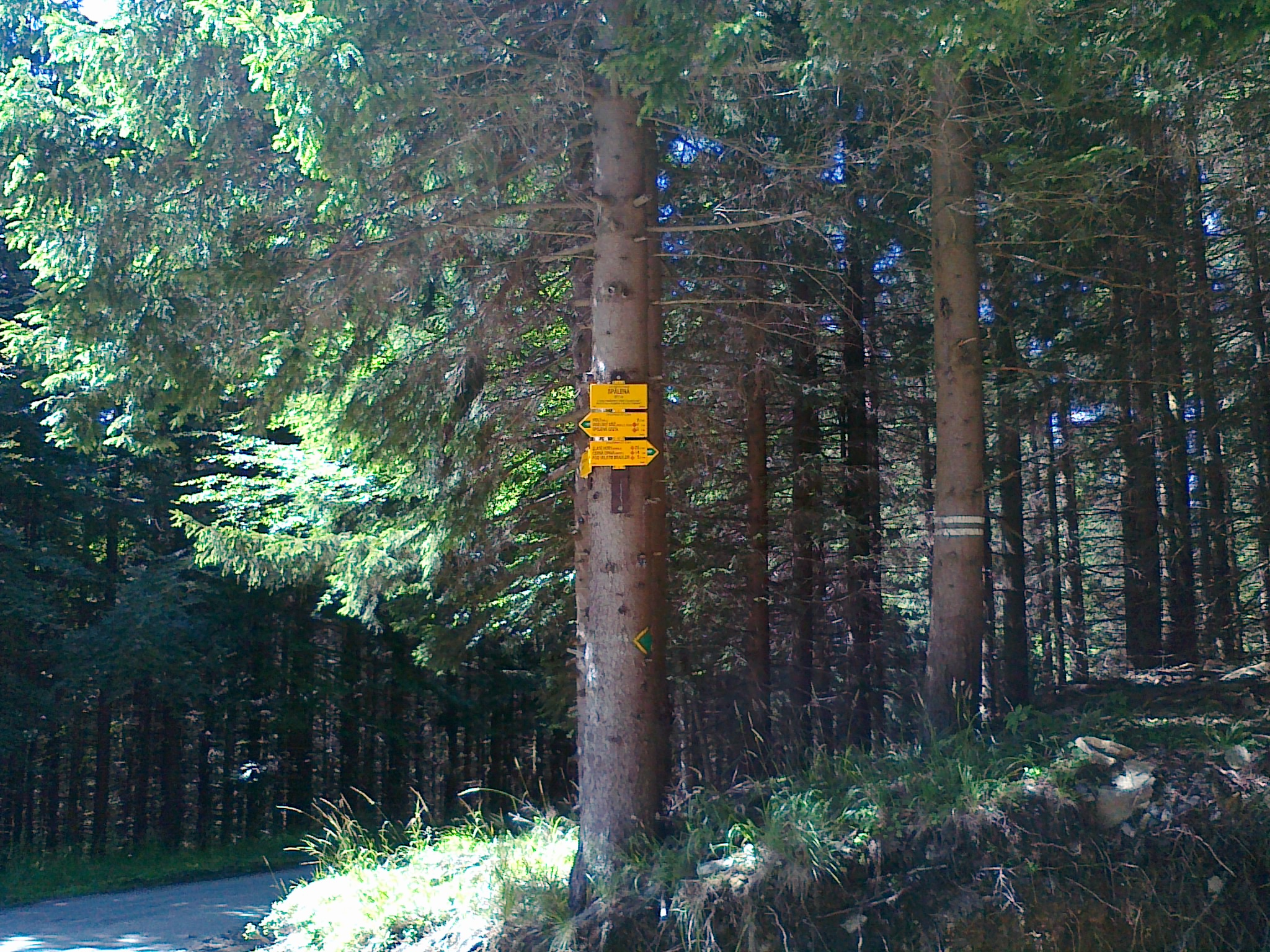
Skrzyżowanie turystyczne Spálená (2023 rok)

W obrębie szczytu i stoków nie ma żadnego schroniska lub hotelu górskiego. Do najbliższej miejscowości Bělá pod Pradědem z bazą turystyczną (hotele czy pensjonaty) jest od szczytu około 4,3 km w kierunku północno-zachodnim. Nieco bliżej jest do bazy turystycznej w osadzie Bělá z położonym blisko drogi nr 450 schroniskiem turystycznym Chata Eduard, do której jest od szczytu około 3,5 km w kierunku południowo-zachodnim. Nieco dalej, bo w odległości około 4 km na południowy zachód od szczytu położony jest parking na przełęczy Videlské sedlo, gdzie przechodzi żółty szlak turystyczny  i zielony szlak rowerowy . Ponadto jest od szczytu około 5,8 km w kierunku północno-zachodnim do osady Filipovice, z hotelem Stará pošta oraz około 5,1 km w kierunku południowo-wschodnim jest od szczytu do osady Vidly z górskim hotelem Vidly.
Kluczowym punktem turystycznym jest oddalone o około 1,3 km na północny zachód od szczytu skrzyżowanie turystyczne o nazwie (cz. Spálená) z podaną na tablicy informacyjnej wysokością 977 m, przez które przechodzą oba szlaki rowerowe oraz jedna trasa narciarstwa biegowego.

### Chaty łowieckie

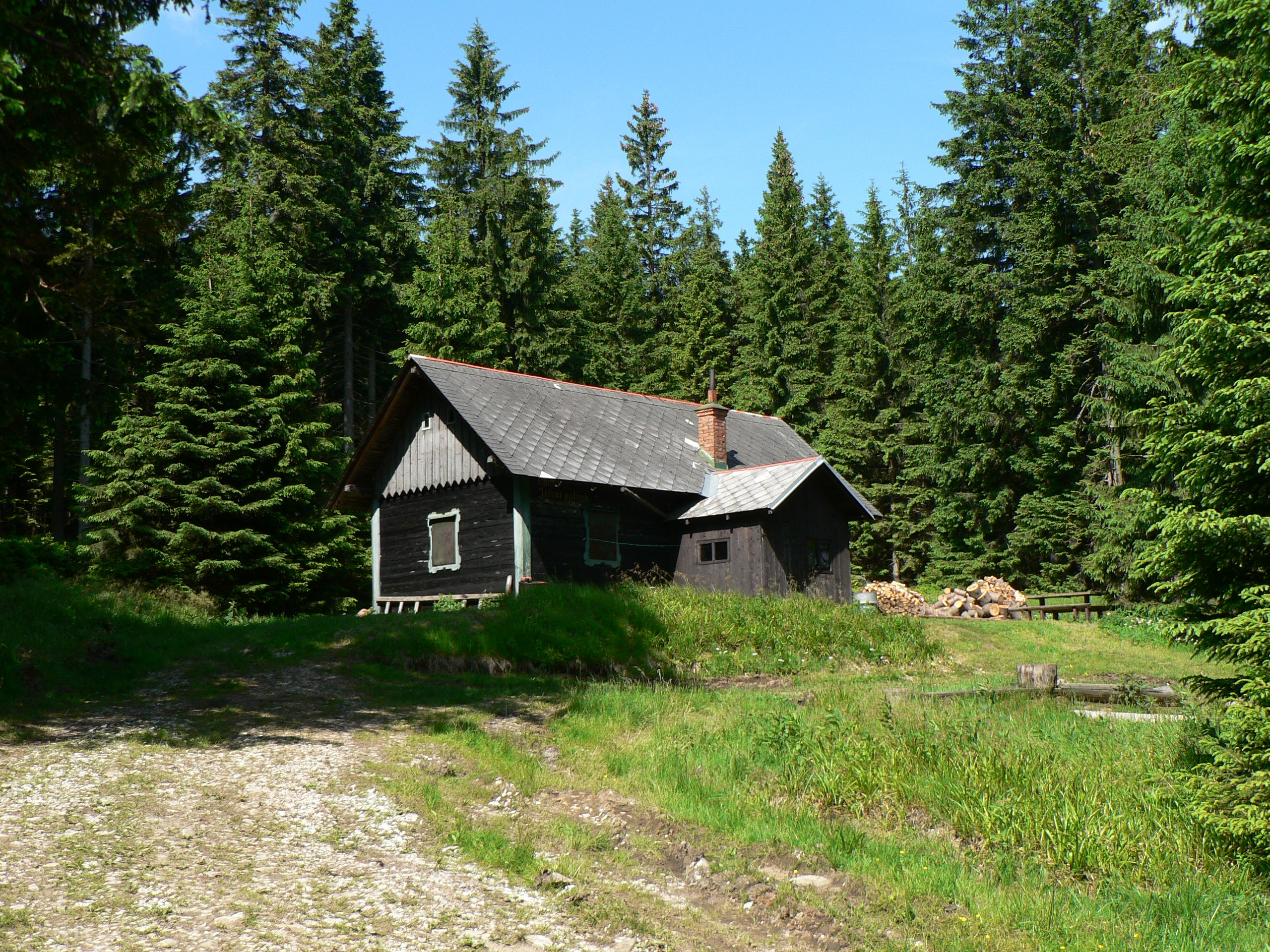
Chata Jelení palouk (2010 rok)

Na stokach położone są dwie chaty, ale nie mają one charakteru typowych schronisk turystycznych, a które zalicza się do tzw. chat łowieckich.
| Chaty na stokach Děrná |               |                        |                                                        |                                               |
| Lp.                    | Chata         | Odległość od szczytu m | Lokalizacja                                            | Współrzędne geograficzne                      |
| 1                      | Černá bouda   | 1080 na północ         | stok północno-wschodni, przy zielonym szlaku rowerowym | 50°09′34,6″N 17°15′18,7″E/50,159611 17,255194 |
| 2                      | Jelení palouk | 530 na północny wschód | stok północno-wschodni                                 | 50°09′16,4″N 17°15′18,7″E/50,154556 17,255194 |

### Szlaki turystyczne, rowerowe i trasy narciarskie
Klub Czeskich Turystów (cz. Klub Českých Turistů) wytyczył jeden szlak turystyczny na trasie:
 Rejvíz – narodowy rezerwat przyrody Rejvíz – góra Přední Jestřábí – góra Přední Jestřábí–JZ – szczyt Kazatelny–SV  – szczyt Kazatelny – przełęcz Kristovo loučení – góra Medvědí louka – góra Ostruha–JV – góra Jelení loučky – Děrná – góra Ztracený vrch – góra Lysý vrch – góra Osikový vrch – przełęcz Videlské sedlo – góra Malý Děd – schronisko Švýcárna
W obrębie stoków wyznaczono dwa szlaki rowerowe na trasach:
 Videlské sedlo – góra Osikový vrch – góra Lysý vrch – góra Ztracený vrch – Děrná – Ostruha–JV – góra Ostruha – przełęcz Kristovo loučení – przełęcz Prameny Opavice – góra Příčný vrch – góra Lysý vrch – Zlaté Hory
 U Vodárny – Kamenec (3) – góra Malé Bradlo – Spálená
W okresach ośnieżenia można skorzystać z wytyczonych wzdłuż żółtego szlaku turystycznego  i zielonego szlaku rowerowego  tras narciarstwa biegowego. W obrębie stoków nie poprowadzono żadnej trasy narciarstwa zjazdowego.